# Duyện Châu
Duyện Châu (chữ Hán giản thể: 兖州区, âm Hán Việt: Duyện Châu khu) là một quận thuộc địa cấp thị Tế Ninh, tỉnh Sơn Đông, Cộng hòa Nhân dân Trung Hoa. Duyện Châu là một trong Cửu Châu thiên hạ thời cổ đại. Quận Duyện Châu nằm ở tây nam của Sơn Đông, có diện tích 651 km², dân số 600.000 người, trong đó có 100.000 người là dân thành thị. Mã số bưu chính của Duyện Châu là 272100, mã vùng điện thoại 0537. Quận Duyện Châu được chia thành 3 nhai đạo biện sự xứ, 10 trấn, tổng cộng có 982 thôn. 